# Каушик, Маниш
Маниш Каушик (англ. Manish Kaushik; род. 11 января 1996, Девсар, Харьяна) — индийский боксёр, выступающий в лёгком весе. Бронзовый призёр чемпионата мира (2019), чемпион Индии в любителях. Лауреат индийской спортивной премии Арджуна.

## Биография
Маниш Каушик родился в семье брахманов 11 января 1996 года в деревне Девсар, в 5 километрах (3,1 мили) от Бхивани. Его отец, Сомдутт Шарма, является фермером, в то время как его мать-домохозяйка. Каушик получил начальное образование в Девсаре и среднее образование в Бхивани. Наконец, получил степень бакалавра от правительства, обучаясь в колледже. Каушик вставал в 4 утра, чтобы сбалансировать свои тренировки и занятия. Чтобы обеспечить лучшую жизнь своей обездоленной семье, Каушик решил заняться боксом.
Маниш поступил в индийскую армию в 2016 году.

## Любительская карьера
В 2017 году стал чемпионом Индии по боксу.
Машиш Каушик выступает в лёгкой весовой категории. На международном ринге с 29 января 2018 года.
На чемпионате мира 2019 года в Екатеринбурге Маниш Каушик дошёл до полуфинала, в котором уступил кубинскому боксёру Энди Крусу, тем самым завоевал бронзовую медаль и пройдя квалификацию на Олимпийские игры в Токио.